# Sljepoočna kost
Sljepoočna kost (lat. os temporale) je parna kost koja se nalazi između sfenoidalne, okcipitalne i parietalne kosti. 
Čini je pars squamosa koji gradi lateralni zid krova lubanje, pars tympanica, koji gradi zid vanjskog slušnog hodina (meatus acusticus externus) i petrozni dio (pars petrosa), koji je sastavljen od vanjskog dijela koji gradi mastoidni nastavak i unutrašnjeg, koji gradi srednji dio lubanje.